# Yiya Murano
María de las Mercedes Bernardina Bolla Aponte de Murano, meglio nota come Yiya Murano, soprannominata l'avvelenatrice di Montserrat (Corrientes, 20 maggio 1930 – Buenos Aires, 26 aprile 2014), è stata una serial killer argentina.
Condannata per tre omicidi, è stata imprigionata per 16 anni prima di essere inviata in una struttura di assistenza per anziani per scontare il resto della sua pena, a causa dell'età avanzata.

## Omicidi
Nilda Gamba, vicina di casa della Murano, morì il 10 febbraio 1979. Il 19 febbraio muore l'amica della Murano, Leila Chicha Formisano de Ayala. La donna doveva dei soldi a entrambe, ed entrambi i corpi mostravano segni di avvelenamento da cianuro.
Il 24 marzo 1979, la cugina della donna, Carmen Zulema del Giorgio de Venturini, cadde e morì sulle scale di un edificio in via Hipólito Yrigoyen, dove viveva. La morte della Zulema fu inizialmente attribuita ad un arresto cardiaco. La figlia scoprì però che una cambiale del valore di 20 milioni di peso ley argentini era scomparsa dagli averi della madre. Il portiere dell'edificio disse che la Murano era venuta in visita, portando un pacco misterioso (che è stato poi scoperto contenere petit four), e aveva chiesto casualmente una copia delle chiavi dell'appartamento della Zulema, dicendo: "Ho bisogno del suo taccuino per avvertire i parenti". La Murano entrò nell'appartamento di sua cugina e se ne andò rapidamente, portando via dei documenti e un barattolo. Si lamentò a gran voce: "Mio Dio, è il mio terzo amico che muore in breve tempo!". Durante l'autopsia, venne trovato del cianuro nel corpo della Zulema. Gli investigatori scoprirono quindi del cianuro nel barattolo menzionato dal portiere, e nelle petit four.

## Arresto
Il 27 aprile 1979, la polizia arrestò la Murano nella sua casa di Mexico Street. Nel 1980 fu trovata priva di sensi nel carcere dove era detenuta; in seguito le venne rimosso un polmone.
La Murano fu condannata nel 1985, durante il Processo alla Giunta Militare. Ribadì la sua innocenza, dicendo: "Non ho mai invitato nessuno a mangiare".
Fu liberata di prigione dopo 16 anni. Si apprese in seguito che inviò ai giudici che la rilasciarono una scatola di cioccolatini come segno del suo apprezzamento.

## Media
La scrittrice argentina Marisa Grinstein ha incluso la Murano nel suo libro Mujeres Asesinas (Donne assassine).  Nel 2006, un episodio dell'omonima serie televisiva su Canal 13 presentava una ricostruzione dei suoi crimini. Alla fine dell'episodio, apparve la vera Yiya Murano proclamando la sua innocenza, citando delle prove.
La seconda stagione di Mujeres Asesinas, l'adattamento messicano della serie, comprende un episodio basato su Murano intitolato "Tita Garza, Swindler", con Patricia Reyes Spindola nel ruolo principale.